# لورانا دبليو شيلدون
لورانا دبليو شيلدون (بالإنجليزية: Lurana W. Sheldon)‏ (من أسماءها المستعارة، ريتشارد هاكستاف، وستانلي نوريس، وغريس شيرلي، ولدت في 11 أبريل 1862 – توفيت في 11 يونيو 1945) كانت كاتبة روايات وقصائد وقصص قصيرة أمريكية، بالإضافة إلى كونها محررة صحفية. وصلت أعمالها المنشورة إلى أكثر من مليون كلمة. ادعت أنها كسبت رزقها من خمسة عشر خطًا مختلفًا ومغايرًا تمامًا من الأعمال، بما في ذلك إدارة الحسابات، وإدارة الأعمال التجارية، والصحافة، وعملت في مختبر كيميائي، واشترت السلع الجافة، وكتبت القصص.  كانت ناشطة في حركة منح المرأة حق الاقتراع، وعارضت الحظر.
كانت شيلدون أول شاعرة في الولايات المتحدة استخدمت مواهبها في حركة تحديد النسل في الولايات المتحدة. ظهرت العديد من قصائد شيلدون على الصفحة الافتتاحية لصحيفة نيويورك تايمز لدرجة أن اسمها أصبح مرتبطًا ارتباطًا وثيقًا بتلك الصفحة. وعُرفت أيضًا بسلسلتها الروائية «ماريون مارلو» بما في ذلك ملكتي، والتي كانت قصة استثنائية من القصص الرومانسية حيث تزوجت البطلة في نهاية روايتها، لم تكمل شيلدون القصة لعدم وجود سبب وجيه لكتابة جزء ثان.
أعطى التعليم الطبي لشيلدون، إلى جانب فرصة المراقبة الواسعة للفقراء، المعرفة في المجال الاجتماعي. من أحد إنجازاتها محاضرة اجتماعية في الشعر بعنوان «الدخيل»، والتي سُمعت في نيويورك وأماكن أخرى في عام 1915. أحد قصائد المحاضرة التي قُرأت ونُسخت على نطاق واسع، «المحكمة الليلية». كانت شيلدون مؤلفة للعديد من الروايات والقصص التسلسلية، والعديد من القصص القصيرة وخاصة المقالات، وكتبت أكثر من ألف قصيدة ظهرت في كل مجلة وصحيفة بارزة في الولايات المتحدة تقريبًا لسنوات عديدة، كتبت أيضًا عددًا كبيرًا من القصائد غير الموقعة. على الرغم من عدم وجود تمويل في بداية حياتها المهنية، إلا أنها حققت جميع النفقات التي تكبدتها دون أن تطلب من عملها «تمديد الوقت المتاح».

## السنوات الأولى والتعليم
ولدت لورانا ووترهاوس شيلدون في 11 أبريل 1862، في هادلي، كونيتيكت، لآسا شيلدون وكريستيانا إف (ووترهاوس) شيلدون. ينحدر أصلها من نيو إنجلاند، وكانت والدتها من سليل مستوطني كيب كود الأوائل ووالدها الحفيد العظيم لجوناثان إدواردز، الذي كان لاهوتيًا بارزًا في القرن الثامن عشر.
تلقت شيلدون أفضل تعليم يمكن أن تقدمه له مدرسة عامة وخاصة. في خريف عام 1882، التحقت بعيادة كلية طب نيويورك الخاصة بالنساء. خلال عامها الأول في الكلية، اشتركت شيلدون في بعثة نيويورك للكتاب المقدس والفاكهة، وفي زياراتها مع تلك المنظمة إلى جزيرة بلاكويلز، وجزيرة هارتس، وجزيرة واردس، وغيرها، حيث جرى إيواء الفقراء المعدمين والمجانين والبلهاء والمصابين بالعضال، والمدانين في المدن، رأت ما يكفي لتقتنع أن مسألة الوجود لها أساس مادي فقط. بعد أن أمضت ست سنوات في دراسة الطب وممارسته، اضطرت إلى التخلي عنه بسبب تهديد الإعياء العصبي.

## حياتها المهنية

### الطب
أمضت شيلدون عامين في عيادة كلية طب نيويورك الخاصة بالنساء، وما يقارب سبع سنوات في المستشفيات، لمساعدة الأطباء بشتى الطرق. فيما يتعلق بعملها في مستشفى كونيتيكت للأمراض العقلية، كتب الدكتور جيمس إم كينيستون عنها في صحيفة بورتلاند اكسبرس- ادفرتايسر، أكبر صحيفة في ولاية مين:
«أتت إلى مستشفى كونيتيكت للأمراض العقلية لبضعة أسابيع فقط وذلك من أجل الخبرة الفعلية المكتسبة والبحث بدقة عن كيفية التعامل مع المصابين بأمراض عقلية. هُيئت جميع الفرص لها للبحث والاستكشاف، وحصلت على إدارة المكان بأكمله. كانت شموليتها في دراسة كل مرحلة من مراحل العمل متساوية مع النجاح الذي حققته في كسب احترام المرضى الذين قابلتهم. على عكس بعض الأشخاص العقلاء، كان هناك شيء واحد مؤكد تمامًا: الجميع ما عدا المختلين تمامًا، مهما كان وضع اضطرابهم العقلي، اظهروا لها الاشمئزاز، والكره، والنفاق. لذا كان أسف الجميع على رحيل السيدة فيريس حقيقيًا وصادقًا. كما تابعت دوراتها الأدبية والإنسانية طوال هذه السنوات، واستطعت أن أفهمهم جزئيًا من خلال معرفتي الشخصية بتحقيقاتها الرائعة والمثمرة في المستشفى».

## وصلات خارجية
- مؤلفات لورانا دبليو شيلدون في مشروع غوتنبرغ